# 古澤留衣
古澤 留衣（ふるさわ るい、1997年4月11日 - ）は、奈良県出身の元女子サッカー選手。現役時代のポジションはミッドフィールダー。セレッソ大阪堺レディース（現セレッソ大阪ヤンマーレディース）1期生。

## 経歴

### クラブ
Jリーグクラブセレッソ大阪が、2010年4月より創立する女子チームセレッソ大阪レディースU-15のセレクションを受け合格し、1期生となった。
2020年、林穂之香と脇阪麗奈のダブルボランチが絶対的な存在になり、出場機会に恵まれなかった。
2021年、松原志歩の完全移籍により1期生は古澤と玉櫻ことのの2人になった。第12節スフィーダ世田谷FC戦でリーグ通算100試合出場を達成した。
2024年5月15日、2023-24シーズン限りで現役を引退することを発表した。

## 人物
現在のセレッソ大阪ヤンマーレディースであるセレッソ大阪レディースU-15の1期生であり、最古参選手であった。また、セレッソ大阪堺レディース時代は他クラブからの補強がないため、常に最年長学年であった。同期の玉櫻ことのとは小学校4年からの仲である。2018年、ヤンマーホールディングス株式会社にインターン生として迎えられたのち2020年から入社した。

## 個人成績

### クラブ
| 国内大会個人成績 | 国内大会個人成績               | 国内大会個人成績 | 国内大会個人成績 | 国内大会個人成績 | 国内大会個人成績 | 国内大会個人成績 | 国内大会個人成績 | 国内大会個人成績 | 国内大会個人成績 | 国内大会個人成績 | 国内大会個人成績 |
| 年度             | クラブ                         | 背番号           | リーグ           | リーグ戦         | リーグ戦         | リーグ杯         | リーグ杯         | オープン杯       | オープン杯       | 期間通算         | 期間通算         |
| 年度             | クラブ                         | 背番号           | リーグ           | 出場             | 得点             | 出場             | 得点             | 出場             | 得点             | 出場             | 得点             |
| 日本             | 日本                           | 日本             | 日本             | リーグ戦         | リーグ戦         | リーグ杯         | リーグ杯         | 皇后杯           | 皇后杯           | 期間通算         | 期間通算         |
| ---------------- | ------------------------------ | ---------------- | ---------------- | ---------------- | ---------------- | ---------------- | ---------------- | ---------------- | ---------------- | ---------------- | ---------------- |
| 2013             | セレッソ大阪堺レディース       | 5                | チャレンジ       | 7                | 0                | -                | -                | 0                | 0                | 7                | 0                |
| 2014             | セレッソ大阪堺レディース       | 19               | チャレンジ       | 16               | 0                | -                | -                | -                | -                | 16               | 0                |
| 2015             | セレッソ大阪堺レディース       | 19               | チャレンジWEST   | 16               | 0                | -                | -                | -                | -                | 16               | 0                |
| 2016             | セレッソ大阪堺レディース       | 16               | なでしこ2部      | 14               | 0                | 8                | 0                | 2                | 0                | 24               | 0                |
| 2017             | セレッソ大阪堺レディース       | 16               | なでしこ2部      | 15               | 0                | 8                | 0                | 1                | 0                | 24               | 0                |
| 2018             | セレッソ大阪堺レディース       | 15               | なでしこ1部      | 11               | 0                | 5                | 0                | 2                | 0                | 18               | 0                |
| 2019             | セレッソ大阪堺レディース       | 15               | なでしこ2部      | 11               | 0                | 8                | 0                | 1                | 0                | 20               | 0                |
| 2020             | セレッソ大阪堺レディース       | 15               | なでしこ1部      | 2                | 0                | -                | -                | 1                | 0                | 3                | 0                |
| 2021             | セレッソ大阪堺レディース       | 15               | なでしこ1部      | 13               | 0                | -                | -                | 2                | 0                | 15               | 0                |
| 2022             | セレッソ大阪堺レディース       | 15               | なでしこ1部      | 2                | 0                | -                | -                | 0                | 0                | 2                | 0                |
| 2023-24          | セレッソ大阪ヤンマーレディース | 15               | WE               | 1                | 0                | 0                | 0                | 0                | 0                | 1                | 0                |
| 通算             | 日本                           | 日本             | 1部              | 14               | 0                | 5                | 0                | 3                | 0                | 22               | 0                |
| 通算             | 日本                           | 日本             | 2部              | 78               | 0                | 24               | 0                | 6                | 0                | 108              | 0                |
| 通算             | 日本                           | 日本             | 3部              | 16               | 0                | -                | -                | -                | -                | 16               | 0                |
| 総通算           | 総通算                         | 総通算           | 総通算           | 108              | 0                | 29               | 0                | 9                | 0                | 146              | 0                |

1. ↑  セレッソ大阪堺ガールズの出場記録を含まない

- 日本女子サッカーリーグ
  - 初出場 - 2013年5月12日 チャレンジリーグ 第6節 愛媛FCレディース戦 (南津守さくら公園スポーツ広場（天然芝）)
  - 通算100試合出場 - 2021年6月19日 なでしこリーグ1部 第12節 スフィーダ世田谷FC戦 (駒沢オリンピック公園総合運動場陸上競技場)

- WEリーグ
  - 初出場 - 2024年5月19日 第21節 マイナビ仙台レディース戦 (ヨドコウ桜スタジアム)[8]

## タイトル

### クラブ
- セレッソ大阪堺ガールズ
  - JFA 全日本U-18女子サッカー選手権大会:1回 (2015年)
  - 高円宮妃杯 JFA 全日本U-15女子サッカー選手権大会：1回（2015）

- セレッソ大阪堺レディース
  - プレナスチャレンジリーグWEST: 1回 (2015)
  - なでしこリーグカップ2部: 2回 (2017年、2019年)